# Стрибун новогвінейський
Стрибун новогвінейський (Periophthalmus novaeguineaensis) — вид стрибунів, родина Бичкових. Поширений у західній Пацифіці вздовж берегів Азії (Чжуцзян і Район Хуанпу, Гуанчжоу, Гуандун, Китай), в Океанії, також відомий в Австралії та Індонезії. Солонуватоводна / прісноводна тропічна мангрова риба, що сягає 8 см довжиною.